# Кушница
Кушница или Кушиница (на гръцки: Παγγαίο, Пангео, на старогръцки: Παγγαίον, Пангеон, старо Κουσίνιτζα, Кусинидза) е планина в северната част на Гърция.

## География
Планината е голям масив, разположен в източната част на Егейска Македония, има продълговата форма с посока североизток-югозапад и по нея минава границата между дем Кушница (Пангео) на област Източна Македония и Тракия от юг и дем Амфиполи на област Централна Македония от север. На север река Драматица (Ангитис) отделя Кушница от планината Сминица (Меникио) и Сярското поле, а от юг река Лъджа (Мармара или Ксиропотамос) я отделя от планината Люти рид (Символо), която е на беломорския бряг. Най-високият ѝ връх е Мати (Μάτι), в превод око, висок 1956 m. Планината е дълга между 10 – 15 километра и широка между 5 и 10 километра. Тя е изградена от мрамори, кристалинни шисти, пясъчници, чакъли и много малко гранити.
Кушница, която е обрасла с буки, кестени, габъри и други видове, е включена в мрежата от защитените зони Натура 2000 (1150005) и е определена като орнитологично важно място (017).
Северно (3 часа пеша) от село Косруп (Месропи, 360 m) и на юг от най-високия връх, на 1300 m на около 1:30 часа от заслона Авго се намира пещерната река Восконеро или Восковриси с дължина на коридора 120 m, ширина 2-10 m и 3 езера.
В Кушница има следните планински хижи:
- В местността Хадзикоста Сулнари, на 7 km от село Радулево (Родоливос, 360 m), на височина 960 m е хижата „Пасхалис Бимбас“, която има 35 спални места. От хижата до върха са около 3:30 часа;
- В местността Бугатина, на 13 km от село Кюпкьой (Проти, 310 m), на 1200 m има хижа, от която до върха са около 3 часа;
- В местността Влахика Каливия, на височина 1550 m, е хижата „Аргирис Петалудас“;
- Северно от връх Авго, на височина 1580 m има хижа с 18 спални места;.
- В местността Килада Орфеа, на надморска височина от 1640 m е хижата „Стерьос Хадзигеогриу“, която разполага с 60 места за спане;

В Килада Орфеа, на 24 km от Правища (Елевтеруполи), на надморска височина от 1700 - 1800 m работи ски курорт с 2 лифта. Връх Трикорфос е подходящ за скално катерене.
| Име                                         | Име                                             | Височина        | Местоположение                                          |
| ------------------------------------------- | ----------------------------------------------- | --------------- | ------------------------------------------------------- |
| Мати, Пилафтепе, Пилафи (местно име)        | Μάτι, Πιλάφ Τεπέ, Πιλάφι                        | 1956 m          | ССЗ от Мущени и ЮЗ от Никищан (Никсиани)                |
| Авго, Мати                                  | Αυγό, Μάτι                                      | 1835 m          | ССЗ от Мущени и ЮЗ от Никищан (Никсиани)                |
| Алонуди                                     | Αλωνούδι                                        | 1040 m          | И от Радолиово (Родоливос)                              |
| Апало                                       | Απαλό                                           | 1510 m          | ССЗ от Косруп (Месропи)                                 |
| Апидия                                      | Απιδιά                                          | 1300 m          |                                                         |
| Бешкуди, Синоро                             | Σύνορο, Μπεσκούδι                               | 660 m           |                                                         |
| Воскос                                      | Βοσκός                                          | 1910 m          |                                                         |
| Вриси                                       | Βρύση                                           | 705 m           |                                                         |
| Герково                                     |                                                 |                 | СИ от Локвица (Месолакия)                               |
| Герос                                       | Γέρος                                           | 700 m           |                                                         |
| Гимно                                       | Γυμνό                                           | 1540 m          | ЗЮЗ от Никищан (Никсиани)                               |
| Гозлия (местно име), Кузлас, Кузля, Калитеа | Καλλιθέα, Κουζλάς, Κουζλιά, Γκοζλιά             | 1300 m          |                                                         |
| Дена, Цекури Лофос, Цекур Лофос             | Τσεκούρι Λόφος, Τσεκούρ Λόφος, Ντένα            | 1709 m          | ЮЗ от Никищан (Никсиани)                                |
| Дорос, Инхос                                | Ίχνος, Ντορός                                   | 1352 m          | И от Семалто (Микро Сули)                               |
| Драгасия                                    |                                                 | 507 m           | Ю от Локвица (Месолакия)                                |
| Дубликия                                    |                                                 | 371,7 m         | И над Горян (Георгяни)                                  |
| Дубрава                                     |                                                 | 417,6 m         | И над Кормища                                           |
| Зарунджо, Кале                              | Καλές, Ζαρούντζο                                | 740 m           | ИЮИ от Радолиово (Родоливос)                            |
| Згарикос, Инарикос, Окиес                   | Οξυές, Ζγαρίκος, Ιναρίκος                       | 726 m           | С от Исирли (Платанотопос)                              |
| Кавакия, Левки                              | Λεύκη, Καβάκια                                  | 774 m           | З от Подгоряни (Подохори)                               |
| Каливия                                     | Καλύβα                                          | 940 m           |                                                         |
| Каляс                                       | Καλιάς                                          | 1094 m          | ИЮИ от Кюпкьой (Проти)                                  |
| Каляс                                       | Καλιάς                                          | 943 m           |                                                         |
| Камила                                      | Καμήλα                                          | 960 m           |                                                         |
| Камила                                      | Καμήλα                                          | 681 m           | Ю от Радолиово (Родоливос)                              |
| Карагач, Птелеа                             | Πτελέα, Καραγάτς                                | 883 m           | И от Локвица (Месолакия)                                |
| Карагьозтепе, Маврокорифи                   | Μαυροκορυφή, Καρά Γκιόλ Τεπέ, Καραγκιόζ Τεπέ    | 1480 m          | С от Самоков (Доматия)                                  |
| Картал                                      | Αντρόνα, Καρτάλη                                | 1300 m          |                                                         |
| Келтепе, Фалакро                            | Φαλακρό, Κελ Λόφος                              | 1417 m          |                                                         |
| Келтепе, Ксефото                            | Ξέφωτο, Κελ Τεπέ                                | 1027 m          | СЗ от Никищан (Никсиани)                                |
| Керани Рахи                                 | Κεράνη Ράχη                                     | 1200 m - 1100 m | С от Косруп (Месропи)                                   |
| Киноидес                                    | Κυνοειδές                                       | 1023 m          |                                                         |
| Кобили (местно име), Кубли, Кубили          | Κούμπλη, Κομπυλή, Κουμπιλή                      | 1723 m          | С от Косруп (Месропи)                                   |
| Корифи, Аспри Петра                         | Κορυφή, Άσπρη Πέτρα                             | 660 m           |                                                         |
| Кофини                                      | Κοφίνι                                          | 980 m           |                                                         |
| Кофини, Заркадия                            | Ζαρκάδια, Κοφίνι                                | 854 m           |                                                         |
| Кукос                                       | Κούκκος                                         | 680 m           | ЮИ от Семалто (Микро Сули)                              |
| Куру, Ксерокорифи                           | Ξεροκορυφή, Κουρού                              | 733 m           |                                                         |
| Левкария                                    | Λευκάρια                                        | 1500 m - 1400 m |                                                         |
| Лемос                                       | Λαιμός                                          | 1006 m          |                                                         |
| Мития                                       | Μυτιά, Μητιά                                    | 684 m           | СИ от Косруп (Месропи)                                  |
| Мухари Рахес, Рахес                         | Ράχες, Μουχαρί Ράχες                            | 1620 m - 1500 m |                                                         |
| Палеокастро                                 | Παλαιόκαστρο                                    | 927 m           | И от Неа Фили                                           |
| Палеокастро                                 | Παλαιόκαστρο                                    | 628 m           | ЮИ от Никищан (Никсиани) и З от Палеохори               |
| Палеомонастиро, Ставрос                     | Παλιομονάστηρο, Σταυρός                         | 839 m           | И от Неа Фили                                           |
| Пезула                                      | Πεζούλια                                        | 930 m           |                                                         |
| Пигадули                                    | Πηγαδούλι                                       | 1437 m          | И от Семалто (Микро Сули)                               |
| Плани                                       | Πλάνη, Πλανή                                    | 1300 m          |                                                         |
| Пурнар, Агия Триада                         | Αγία Τριάδα, Πουρνάρ, Πουρνάρι                  | 611 m           | СЗ над Горно Дряново (Ано Хортокопи)                    |
| Рахи, Кури Рахи                             | Ράχη, Κουρί Ράχη, Κουρή Ράχη                    | 973 m           | И от Радолиово (Родоливос)                              |
| Родакиниес                                  | Ροδακινιές                                      | 860 m           |                                                         |
| Родоливос, Деве Каран, Дикорфо, Трикорфо    | Δίκορφο, Ντεβέ Καράν, Ροδολείβος, Τρίκορφο      | 1941 m          |                                                         |
| Самоков                                     | Σαμάκοβο                                        | 895 m           | С над Самоков (Доматия)                                 |
| Саръялос, Стенотопи                         | Στενοτόπι, Σαρίγιαλος                           | 900 m - 700 m   |                                                         |
| Сивритепе, Митеро                           | Μυτερό, Σιβρί Τεπέ                              | 1320 m          | З от Никищан (Никсиани)                                 |
| Тепе Каяси, Телитепе, Гелитепе, Дио Аделфия | Δύο Αδέλφια, Τελή Τεπέ, Γελί Τεπέ, Τεπέ Καγιασή | 972 m           | Ю над Палеохори                                         |
| Тирти, Залонго                              | Ζάλογγο, Τύρτη                                  | 1260 m          |                                                         |
| Трипмени Петра                              | Τρυπημένη Πέτρα                                 | 1140 m          | ЮИ от Радолиово (Родоливос) и И от Семалто (Микро Сули) |
| Тузла                                       | Τούσλα                                          | 1060 m          | ССИ от Самоков (Доматия)                                |
| Узун Алан, Пиргискос                        | Πυργίσκος, Ουζούν Αλάν                          | 900 m - 800 m   | И от Кюпкьой (Проти)                                    |
| Фтелия                                      | Φτελιά                                          | 1100 m - 900 m  |                                                         |
| Фрурио                                      | Φρούριο                                         | 1398 m          | ЮИ от Радолиово (Родоливос)                             |
| Хтени                                       | Χτένι                                           | 1300 m          |                                                         |
| Чауш Керан, Чауш Киран, Лохияс              | Λοχίας, Τσαούς Κεράν, Τσαούς Κιράν              | 1125 m          | СЗ от Подгоряни (Подохори)                              |

## Етимология
Според Димитър Яранов местното българско население – християни и мохамедани – нарича планината Кушиница, а Кушница е по-рядко употребявана форма. Йордан Иванов споменава няколко стари надписа на гръцки, запазили българската форма на името – Κοσν(ι)σ(η) в надпис от 1767 г., Κοσννηζας в надпис от 1788 г. и Κουσϋνίτζου в надпис от 1628 г. Стефан Веркович свързва името на манастира и планината с античния македонски град Косеа (Κοσσαία), върху чиито развалини според предание се намира Кушнишкия манастир. В него е запазена грамота на влашкия воевода Йоан Радул, която назовава манастира Косеница.
Гръцкото име Пангео, предавано на български като Пангей, е възроденото антично име на Кушница. Турското име на планината е Пърнар даг.

## Селища и забележителности
Около Кушница са разположени 30 села и един град – Правища (Елевтеруполи).
В северното подножие на планината са разположени 14 села: Дряново (Хортокопи), Дранич (Антифилипи), Палеохори, Никищан (Никсиани), Горян (Герогяни), Агиос Христофорос, Кормища (Кормиста), Череплян (Илиокоми), Кюпкьой (Проти), Радолиово (Родоливос), Семалто (Микро Сули), Неа Фили, Провища (Палеокоми), Нова Локвица (Неа Месолакия) и Еникьой (Амфиполи).
В южното подножие има 16 села: Неа Амфиполи, Долна Локвица (Орфинио), Дедебал (Галипсос), Сърли (Кокинохори), Подгоряни (Подохори), Исирли (Платанотопос), Косруп (Месоропи), Мущени (Мустени), Самоков (Доматия), Кулали (Пиргохори), Четакли (Мелисокомио), Авли, Рехимли (Месия), Османли (Хрисокастро), Бостанджили (Кипия), Долно Кочан (Панагия или Като Акровуни).
В Кушиница има два големи манастира. В северните склонове на планината се намира Кушнишкият манастир „Света Богородица Икосифиниса“. В източните склонове, при останките на старото село Дряново е разположен манастирът „Света Богородица Кушнишка“.

## Кушница в историята
Пангей се споменава още от Херодот като планина, в която има златни и сребърни рудници, владение на тракийските племена сатри, пиери и одоманти, а също от Есхил в „Перси“ и от Еврипид в Рез, който пише, че тракийският цар Рез е владетел на „златния Пангей“ с безбройни рудници. Със своите златни и сребърни залежи Пангей е възлов икономически регион в Древна Тракия, желан обект за доминация от страна на траки, македонци и гърци. Французинът Пиер Белон споменава за съществуването на железни рудници в 1553 година в планината Пангей.